# 1 500 mètres féminin aux Jeux olympiques d'été de 2012 (athlétisme)
Navigation
Pékin 2008 Rio 2016
L'épreuve du 1 500 mètres féminin aux Jeux olympiques de 2012 a eu lieu le 6 août pour les séries, le 8 août pour les demi-finales et le 10 août pour la finale dans le Stade olympique de Londres.
Les limites de qualification étaient de 4 min 06 s 00 pour la limite A et de 4 min 08 s 90 pour la limite B.

## Records
Avant cette compétition, les records dans cette discipline étaient les suivants :
| Record du monde  | 3 min 50 s 46 | Qu Yunxia  | Chine    | 11 septembre 1993 | Pékin |
| Record olympique | 3 min 53 s 96 | Paula Ivan | Roumanie | 1er octobre 1988  | Séoul |

## Médaillées
| Or                 | Argent        | Bronze          |
| Maryam Yusuf Jamal | Abeba Aregawi | Shannon Rowbury |

## Résultats

### Finale (10 août)
Le 17 août 2015, la Turque Aslı Çakır Alptekin est déchue de sa médaille d'or. En conséquence, toutes les athlètes gagnent une place au classement. La Russe Tatyana Tomashova récupère le bronze, la Bahreïnie Maryam Yusuf Jamal l'argent et la Turque Gamze Bulut l'or. Mais cette dernière est à son tour mise en cause en mars 2016 pour passeport biologique irrégulier. L'IAAF la disqualifie le 29 mars 2017 et en fait la cinquième coureuse de cette finale à être déclassée,. À nouveau l'IAAF disqualifie la Russe Tatyana Tomashova, rlle est bannie pour violation des règles antidopage, Elle devient la cinquième des 13 athlètes de la finale à recevoir une sanction rétroactive.
| Rang               | Athlète                | Nationalité     | Temps         | Notes |
| ------------------ | ---------------------- | --------------- | ------------- | ----- |
| Médaille d'or      | Maryam Yusuf Jamal     | Bahreïn         | 4 min 10 s 74 |       |
| Médaille d'argent  | Abeba Aregawi          | Éthiopie        | 4 min 11 s 03 |       |
| Médaille de bronze | Shannon Rowbury        | États-Unis      | 4 min 11 s 26 |       |
| 4                  | Lucia Klocová          | Slovaquie       | 4 min 12 s 64 |       |
| 5                  | Lisa Dobriskey         | Grande-Bretagne | 4 min 13 s 02 |       |
| 6                  | Laura Weightman        | Grande-Bretagne | 4 min 15 s 60 |       |
| 7                  | Hellen Onsando Obiri   | Kenya           | 4 min 16 s 57 |       |
| —                  | Tatyana Tomashova      | Russie          | 4 min 10 s 90 | DSQ   |
| -                  | Morgan Uceny           | États-Unis      | —             | DNF   |
| -                  | Aslı Çakır Alptekin    | Turquie         | 4 min 10 s 23 | DSQ   |
| -                  | Gamze Bulut            | Turquie         | 4 min 10 s 40 | DSQ   |
| -                  | Natallia Kareiva       | Biélorussie     | 4 min 11 s 58 | DSQ   |
| -                  | Yekaterina Kostetskaya | Russie          | 4 min 12 s 90 | DSQ   |

### Demi-finales (8 août)

#### Demi-finale 1
| Rang | Athlète                | Nationalité      | Temps         | Notes |
| ---- | ---------------------- | ---------------- | ------------- | ----- |
| 1    | Aslı Çakır Alptekin    | Turquie          | 4 min 05 s 11 | Q     |
| 2    | Yekaterina Kostetskaya | Russie           | 4 min 05 s 32 | Q     |
| 3    | Morgan Uceny           | États-Unis       | 4 min 05 s 34 | Q     |
| 4    | Lisa Dobriskey         | Grande-Bretagne  | 4 min 05 s 35 | Q     |
| 5    | Shannon Rowbury        | États-Unis       | 4 min 05 s 47 | Q     |
| 6    | Hilary Stellingwerff   | Canada           | 4 min 05 s 57 |       |
| 7    | Corinna Harrer         | Allemagne        | 4 min 05 s 70 |       |
| 8    | Mimi Belete            | Bahreïn          | 4 min 05 s 91 | SB    |
| 9    | Hannah England         | Grande-Bretagne  | 4 min 06 s 35 |       |
| 10   | Nuria Fernández        | Espagne          | 4 min 06 s 57 | SB    |
| 11   | Lucy van Dalen         | Nouvelle-Zélande | 4 min 06 s 97 |       |
| 12   | Kaila McKnight         | Australie        | 4 min 08 s 44 |       |

#### Demi-finale 2
| Rang | Athlète              | Nationalité     | Temps         | Notes |
| ---- | -------------------- | --------------- | ------------- | ----- |
| 1    | Abeba Aregawi        | Éthiopie        | 4 min 01 s 03 | Q     |
| 2    | Gamze Bulut          | Turquie         | 4 min 01 s 18 | Q, PB |
| 3    | Tatyana Tomashova    | Russie          | 4 min 02 s 10 | Q     |
| 4    | Maryam Yusuf Jamal   | Bahreïn         | 4 min 02 s 18 | Q, SB |
| 5    | Hellen Onsando Obiri | Kenya           | 4 min 02 s 30 | Q     |
| 6    | Natallia Kareiva     | Biélorussie     | 4 min 02 s 37 | q, PB |
| 7    | Laura Weightman      | Grande-Bretagne | 4 min 02 s 99 | q, PB |
| 8    | Lucia Klocová        | Slovaquie       | 4 min 02 s 99 | q, NR |
| 9    | Siham Hilali         | Maroc           | 4 min 04 s 79 |       |
| 10   | Zoe Buckman          | Australie       | 4 min 05 s 03 | PB    |
| 11   | Nicole Sifuentes     | Canada          | 4 min 06 s 33 |       |
| 12   | Jennifer Simpson     | États-Unis      | 4 min 06 s 89 |       |

### Séries (6 août)

#### Série 1
| Rang | Athlète              | Nationalité        | Temps         | Notes |
| ---- | -------------------- | ------------------ | ------------- | ----- |
| 1    | Abeba Aregawi        | Éthiopie           | 4 min 04 s 55 | Q     |
| 2    | Tatyana Tomashova    | Russie             | 4 min 05 s 10 | Q     |
| 3    | Maryam Yusuf Jamal   | Bahreïn            | 4 min 05 s 39 | Q     |
| 4    | Hellen Onsando Obiri | Kenya              | 4 min 05 s 40 | Q     |
| 5    | Hannah England       | Grande-Bretagne    | 4 min 05 s 73 | Q     |
| 6    | Hilary Stellingwerff | Canada             | 4 min 05 s 79 | Q     |
| 7    | Shannon Rowbury      | États-Unis         | 4 min 06 s 03 | q     |
| 8    | Lucy van Dalen       | Nouvelle-Zélande   | 4 min 07 s 04 | q     |
| 9    | Lucia Klocová        | Slovaquie          | 4 min 07 s 79 | q, NR |
| 10   | Corinna Harrer       | Allemagne          | 4 min 07 s 83 | q     |
| 11   | Marina Munćan        | Serbie             | 4 min 11 s 25 |       |
| 12   | Tereza Čapková       | République tchèque | 4 min 12 s 15 |       |
| 13   | Anzhelika Shevchenko | Ukraine            | 4 min 12 s 97 |       |
| 14   | Natalia Rodríguez    | Espagne            | 4 min 16 s 18 |       |
| 15   | Tuğba Koyuncu        | Turquie            | 4 min 29 s 21 |       |
| —    | Btissam Lakhouad     | Maroc              | —             | DNF   |

#### Série 2
| Rang | Athlète                | Nationalité                      | Temps          | Notes |
| ---- | ---------------------- | -------------------------------- | -------------- | ----- |
| 1    | Lisa Dobriskey         | Grande-Bretagne                  | 4 min 13 s 32  | Q     |
| 2    | Siham Hilali           | Maroc                            | 4 min 13 s 34  | Q     |
| 3    | Aslı Çakır Alptekin    | Turquie                          | 4 min 13 s 64  | Q     |
| 4    | Nuria Fernández        | Espagne                          | 4 min 13 s 72  | Q     |
| 5    | Kaila McKnight         | Australie                        | 4 min 13 s 80  | Q     |
| 6    | Jennifer Simpson       | États-Unis                       | 4 min 13 s 81  | Q     |
| 7    | Ekaterina Sharmina     | Russie                           | 4 min 13 s .86 |       |
| 8    | Genzeb Shumi           | Bahreïn                          | 4 min 14 s 02  |       |
| 9    | Meskerem Assefa        | Éthiopie                         | 4 min 15 s 52  |       |
| 10   | Eunice Jepkoech Sum    | Kenya                            | 4 min 16 s 95  |       |
| 11   | Sonja Roman            | Slovénie                         | 4 min 19 s 17  |       |
| 12   | Éliane Saholinirina    | Madagascar                       | 4 min 19 s 46  |       |
| 13   | Renata Pliś            | Pologne                          | 4 min 19 s 62  |       |
| 14   | Chancel Ilunga Sankuru | République démocratique du Congo | 5 min 05 s 25  |       |
| —    | Ingvill Måkestad Bovim | Norvège                          | —              | DNS   |

#### Série 3
| Rang | Athlète                    | Nationalité         | Temps         | Notes |
| ---- | -------------------------- | ------------------- | ------------- | ----- |
| 1    | Gamze Bulut                | Turquie             | 4 min 06 s 69 | Q     |
| 2    | Morgan Uceny               | États-Unis          | 4 min 06 s 87 | Q     |
| 3    | Natallia Kareiva           | Biélorussie         | 4 min 06 s 87 | Q, SB |
| 4    | Yekaterina Kostetskaya     | Russie              | 4 min 06 s 94 | Q     |
| 5    | Mimi Belete                | Bahreïn             | 4 min 07 s 01 | Q, SB |
| 6    | Laura Weightman            | Grande-Bretagne     | 4 min 07 s 29 | Q     |
| 7    | Nicole Sifuentes           | Canada              | 4 min 07 s 65 | q     |
| 8    | Zoe Buckman                | Australie           | 4 min 07 s 83 | q     |
| 9    | Faith Chepngetich Kipyegon | Kenya               | 4 min 08 s 78 |       |
| 10   | Genzebe Dibaba             | Éthiopie            | 4 min 11 s 15 |       |
| 11   | Janet Achola               | Ouganda             | 4 min 11 s 64 |       |
| 12   | Isabel Macías              | Espagne             | 4 min 13 s 07 |       |
| 13   | Anna Mishchenko            | Ukraine             | 4 min 13 s 63 | DQ    |
| 14   | Betlhem Desalegn           | Émirats arabes unis | 4 min 14 s 07 |       |
| 15   | Gladys Landaverde          | Salvador            | 4 min 18 s 26 | NR    |

## Légende
Records et Performances
- AR : Record continental (area record)
- CR : Record des championnats (championship record)
- MR : Record du meeting (meet record)
- NR : Record national (national record)
- OR : Record olympique (olympic record)
- PR : Record paralympique (paralympic record)
- PB : Record personnel (personal best)
- SB : Meilleure performance personnelle de la saison (season's best)
- WL : Meilleure performance mondiale de l'année (world leader)
- WJR : Record du monde junior (world junior record)
- WR : Record du monde (world record)

Circonstances et Conditions
- DNF : N'a pas terminé (did not finish)
- DNS : N'a pas pris le départ (did not start)
- DQ : Disqualification (disqualification)
- NM : Aucun essai valable enregistré (No Mark)
- Q : Qualifié « directement » au prochain tour (ou à la prochaine compétition), lors d'une compétition majeure, grâce au classement ou à la réalisation des minima (automatic qualifier)
- q : Qualifié au prochain tour (ou à la prochaine compétition), lors d'une compétition majeure, grâce au repêchage ou à la réalisation de l'une des meilleures performances parmi celles des « non qualifiés directement » (grâce au meilleur temps ou à la meilleure distance par exemple) (secondary qualifier)